# Église Saint-Cœur-de-Marie du Boila
L'église Saint-Cœur-de-Marie du Boila est une église catholique située au hameau du Boila à Saint-Laurent-de-Neste, dans le département français des Hautes-Pyrénées en France.

## Historique
Les peintures murales et décors ont été réalisées par un ancien curé de la paroisse.
En 2020, la commune a pour projet la restauration de l'intérieur (infiltrations d'humidité, des peintures, etc).

## Description

### Intérieur

#### Lanef

##### Partie arrière
Sur le mur au-dessus de la tribune est représentée la croix de Jérusalem avec le message « Nous vous aimons ».

###### Lebaptistère
Un texte de l'Évangile selon Matthieu est écrit en latin et en français de chaque côté du Christ en croix.

###### Chapelle de laVierge Marie
La chapelle est ornée de décors peint de fleurs de roses et de lys.
L'autel est en bois, il est soutenu par un pilier en marbre rose.
Le tabernacle est en bois sculpté et doré. Sur la porte du réceptacle est représenté le Christ aux outrages.
- De chaque côté est placée une statuette : à gauche, saint Pierre et à droite saint Paul.
- Sur la partie supérieure est placée une statuette de la Vierge à l'Enfant (debout), Marie présente l'Enfant Jésus.

###### Chapelle Saint-Joseph
L'autel et le tabernacle ont été enlevés.

##### Peinture de l'abside
La peinture représente :
- au centre, la Mater dolorosa avec la croix et les clous de la crucifixion de Jésus ;
- à gauche, une mère et ses enfants lui donnant une rose ;
- à droite, une sainte donnant une ancre (symbole d’espérance) à Marie.

##### Les tableaux
- Le tableau d'un évêque (saint Exupère ?) a été peint par Biraben en 1858. C'est un don de Françoi de Chavaut.
- Le tableau de saint Laurent a été peint par Biraben en 1858. C'est un don de Lauran.

##### Lemaître autelet letabernacle
L'ancien maître autel
Il était utilisé avant le concile Vatican II, lorsque le prêtre célébrait la messe dos aux fidèles.
Le maître autel et le tabernacle surmonté d'un ciborium sont en marbre blanc. Ils sont ornés avec des feuilles de vigne et des grappes de raisin dorées.
- Sur la façade du maître-autel sont représentées quatre croix dorées entourées de feuilles de vigne et de grappes de raisin dorées. Au centre est représenté le monogramme trilitère du nom grec de Jésus « JHS » surmonté d'une croix.

- Sur la porte dorée du tabernacle est représenté un calice avec une hostie. Au-dessus est représenté le cœur du Sacré-Cœur de Jésus sur fond doré.

Six chandeliers sont placés sur le tabernacle.
Au centre du ciborium est placé un crucifix.
Le nouveau maître autel
Le nouveau est en bois, il est recouvert d'un voile.
Il a été mis en place après le concile Vatican II, ainsi le prêtre célèbre la messe face aux fidèles.

## Galerie

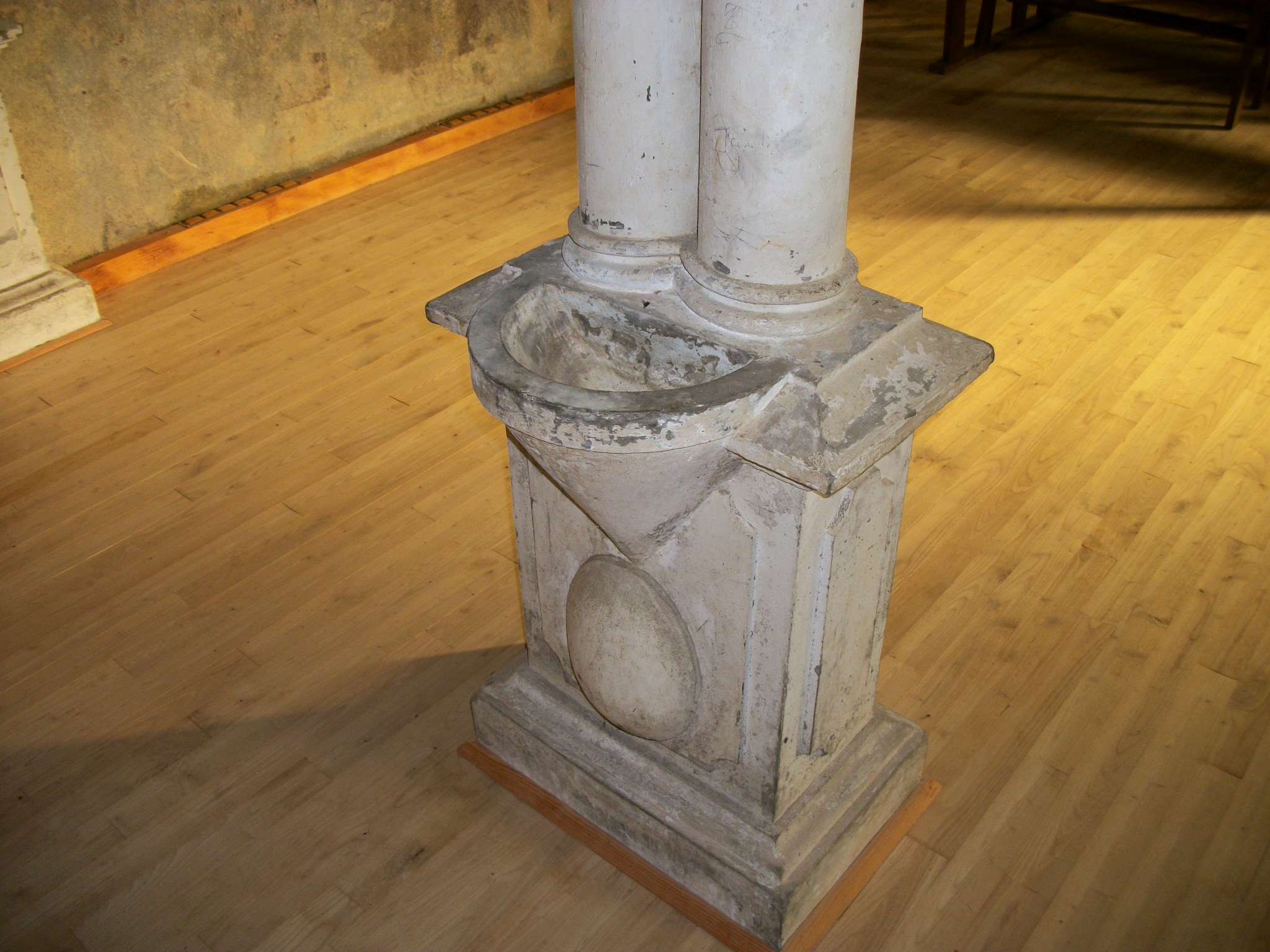
Bénitier placé sur le pilier gauche de l'entrée
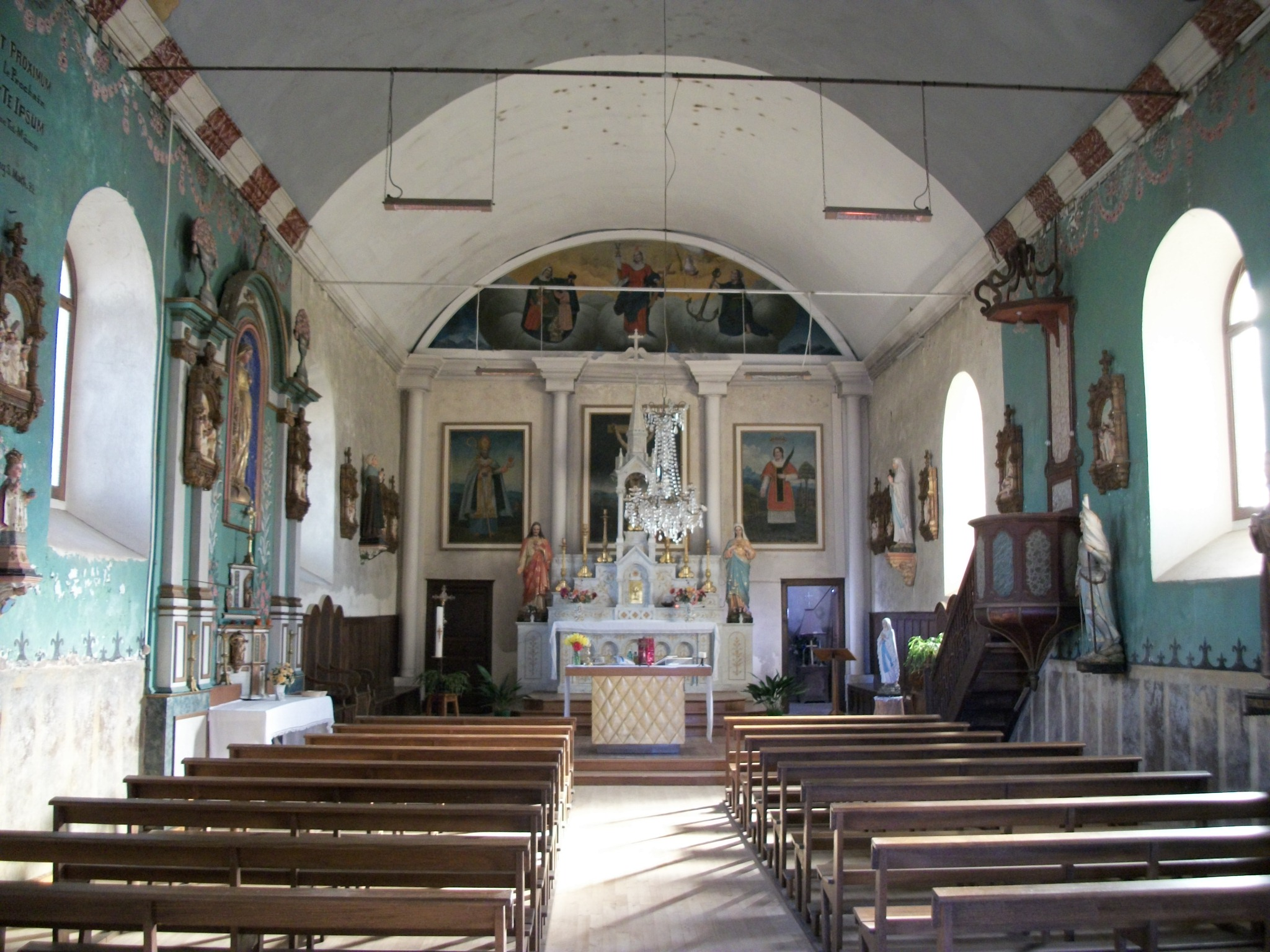
La nef
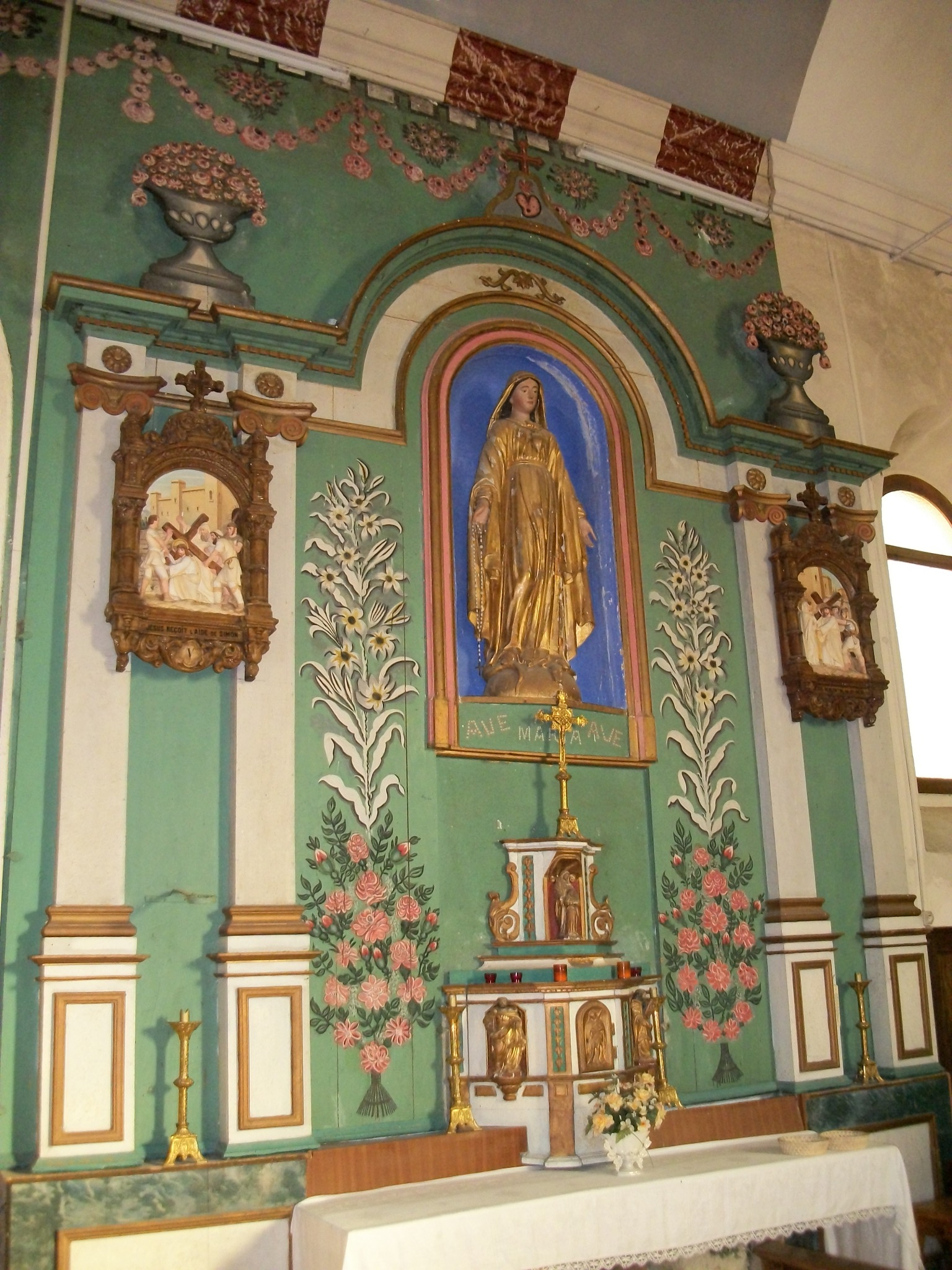
Chapelle de la Vierge Marie
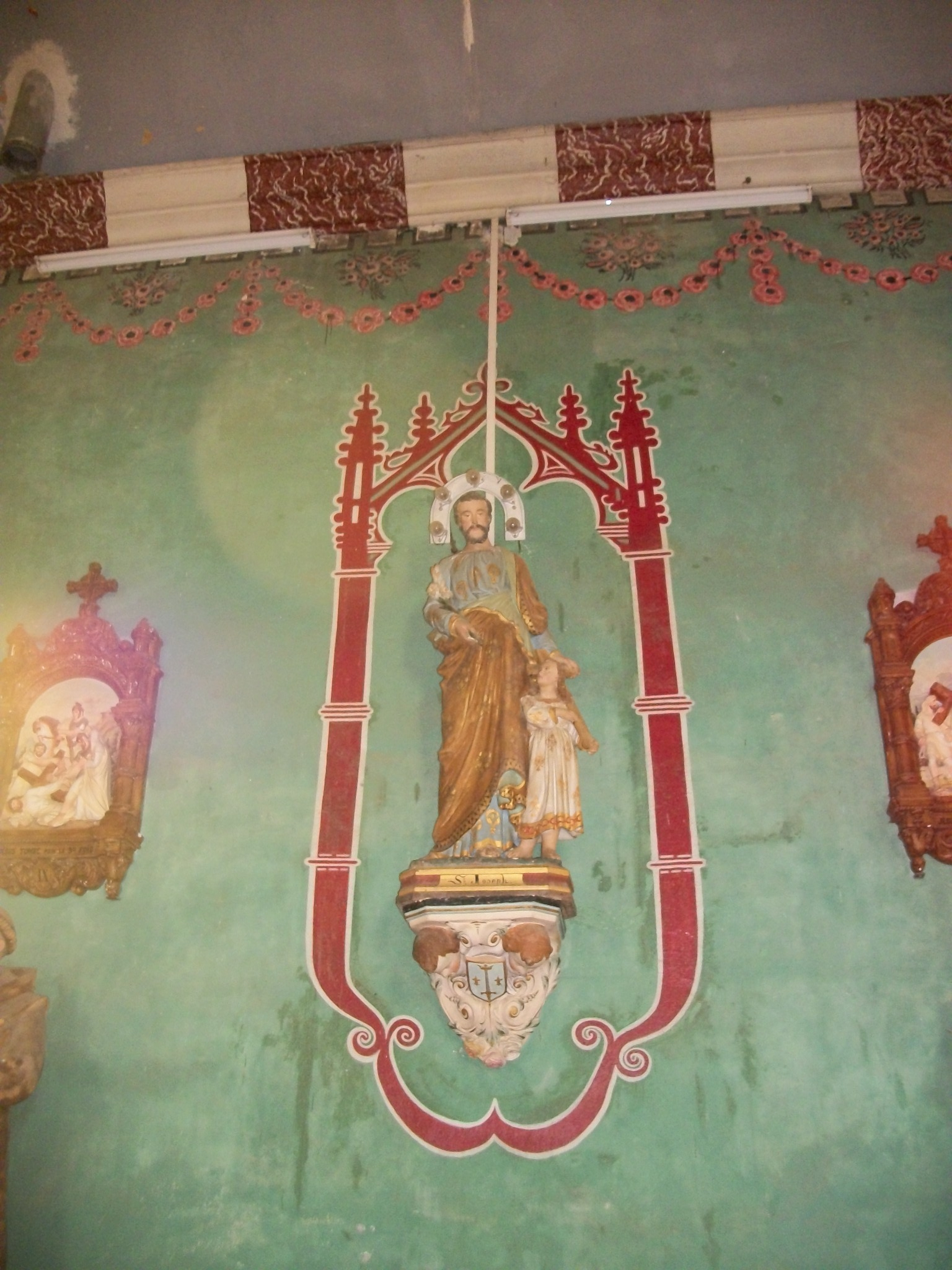
Saint Joseph avec l'Enfant Jésus
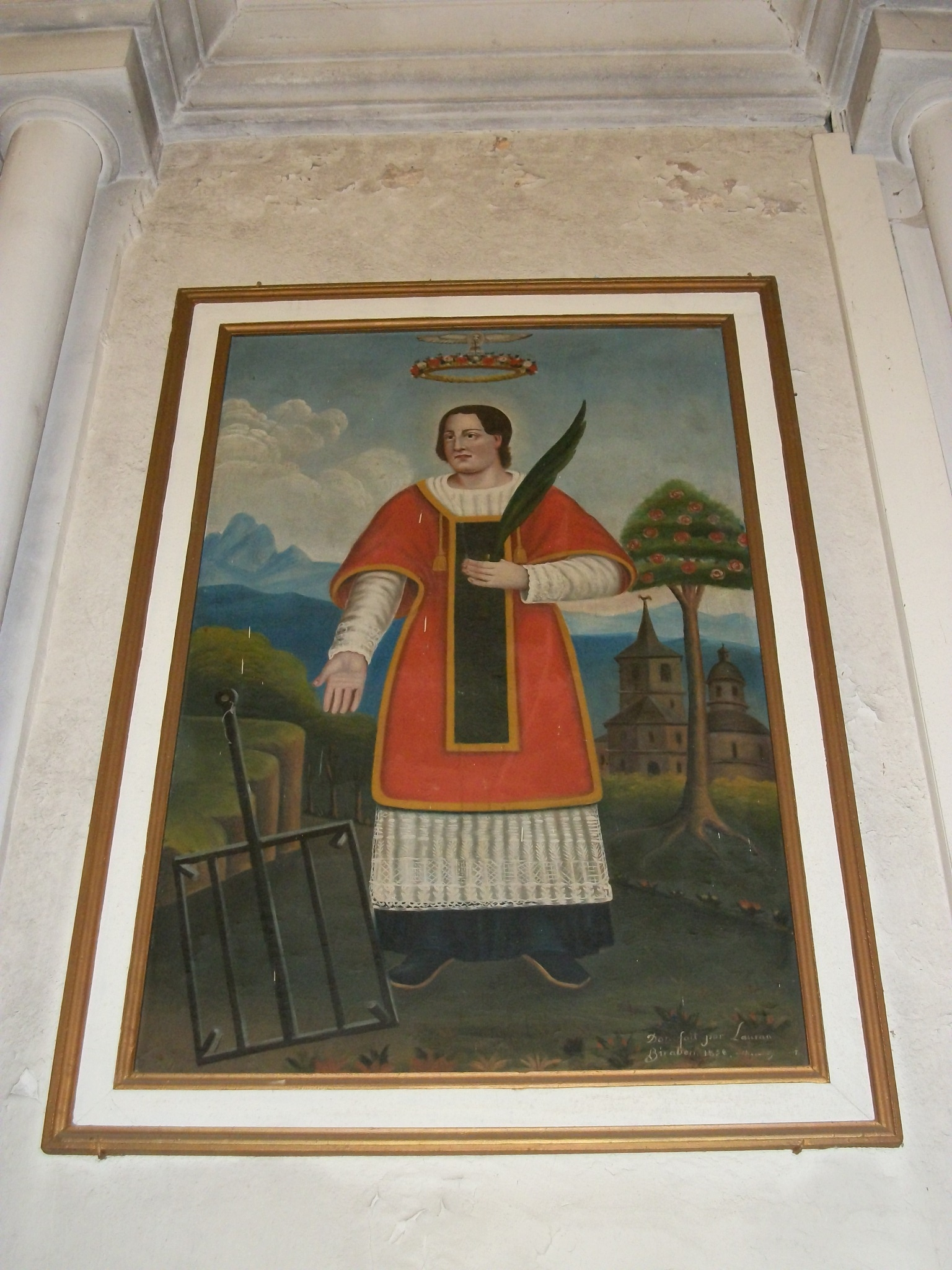
Tableau de saint Laurent